# Hampala

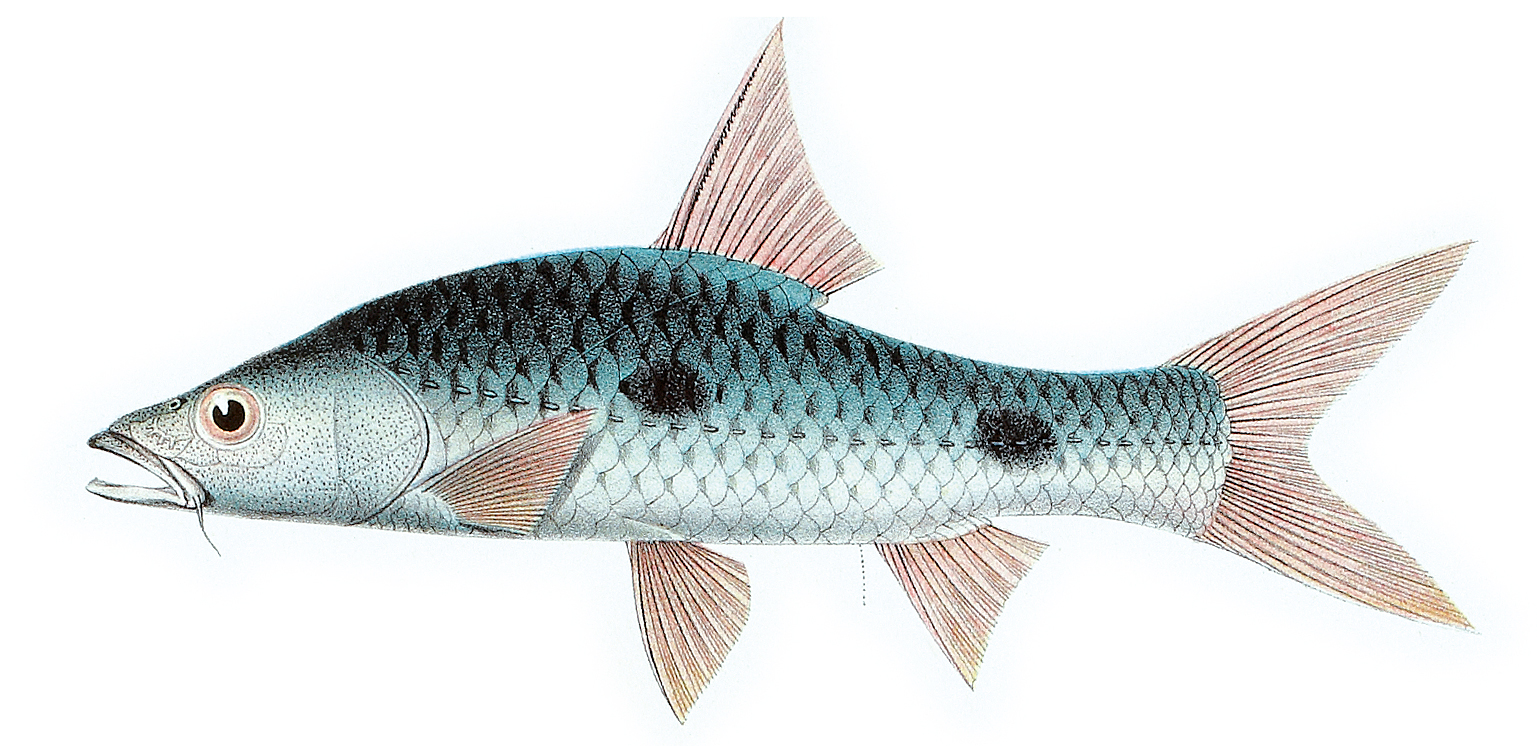
Hampala ampalong

Hampala là một chi cá trong họ Cyprinidae bản địa của vùng Nam Á và Đông Á.

## Các loài
- Hampala ampalong (Bleeker, 1852): Có tại Sumatra và tây Borneo.
- Hampala bimaculata (Popta, 1905): Có tại Borneo.
- Hampala dispar H. M. Smith, 1934 - Cá ngựa chấm: Đặc hữu lưu vực sông Mê Kông.
- Hampala lopezi Herre, 1924: Phân bố tại Langbuan, Busuanga, Philippines.
- Hampala macrolepidota Kuhl & van Hasselt, 1823 - Cá ngựa nam: Phân bố trong lưu vực sông Mê Kông và Chao Phraya, bán đảo Mã Lai và Indonesia.
- Hampala sabana Inger & P. K. Chin, 1962: Có ở Malaysia.
- Hampala salweenensis A. Doi & Y. Taki, 1994: Trong lưu vực sông Salween.